# Bìm bịp lớn

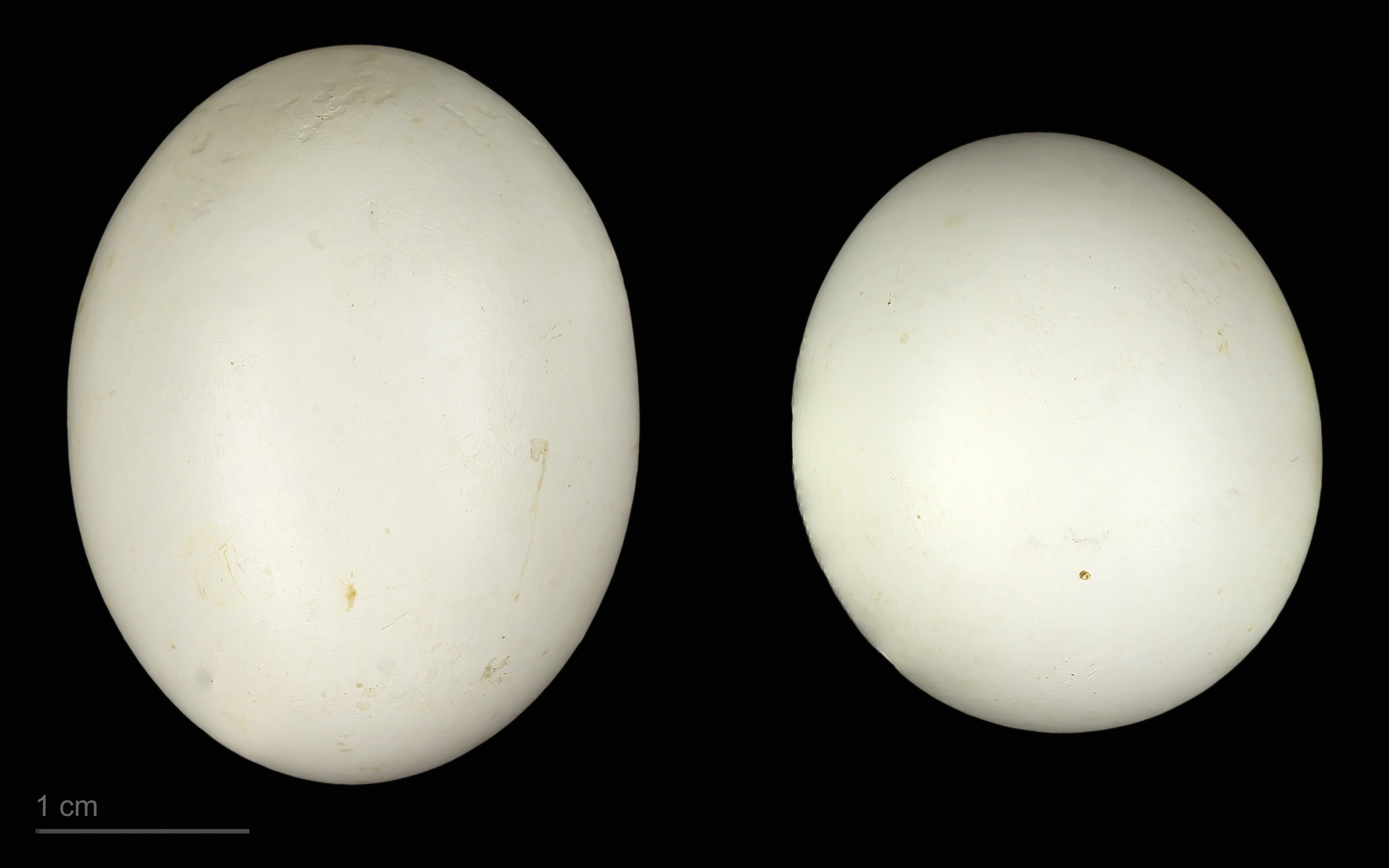
Centropus sinensis + Centropus toulou

Bìm bịp lớn (danh pháp hai phần:Centropus sinesis) là một loài chim thuộc chi Bìm bịp. Bìm bịp lớn phân bố ở Nam Á, Bangladesh, Bhutan, Brunei, Campuchia, Trung Quốc, Ấn Độ, Indonesia, Lào, Malaysia, Myanmar, Nepal, Pakistan, Philippines, Singapore, Sri Lanka, Thái Lan và Việt Nam.
Con trống và con mái có màu lông giống nhau. Chim non có lông màu nâu chấm đen phủ toàn thân. Ở con trưởng thành, phần đầu mỏ, cổ và ngực cũng như đuôi có màu đen lợt. Mình và hai cánh có màu nâu đỏ. Cặp mắt của chúng màu đỏ au, đôi chân đen bóng.
Bìm bịp lớn là loài loại chim định cư, thích ở bụi rậm, lau sậy um tùm gần sông suối, đầm lầy. Chúng thường dựa vào thủy triều để kiếm ăn và đi từng cặp.
Loài chim này là loài thịt, chúng thích ăn mồi sống như ếch, cá, nhất là rắn. 

## Hình ảnh

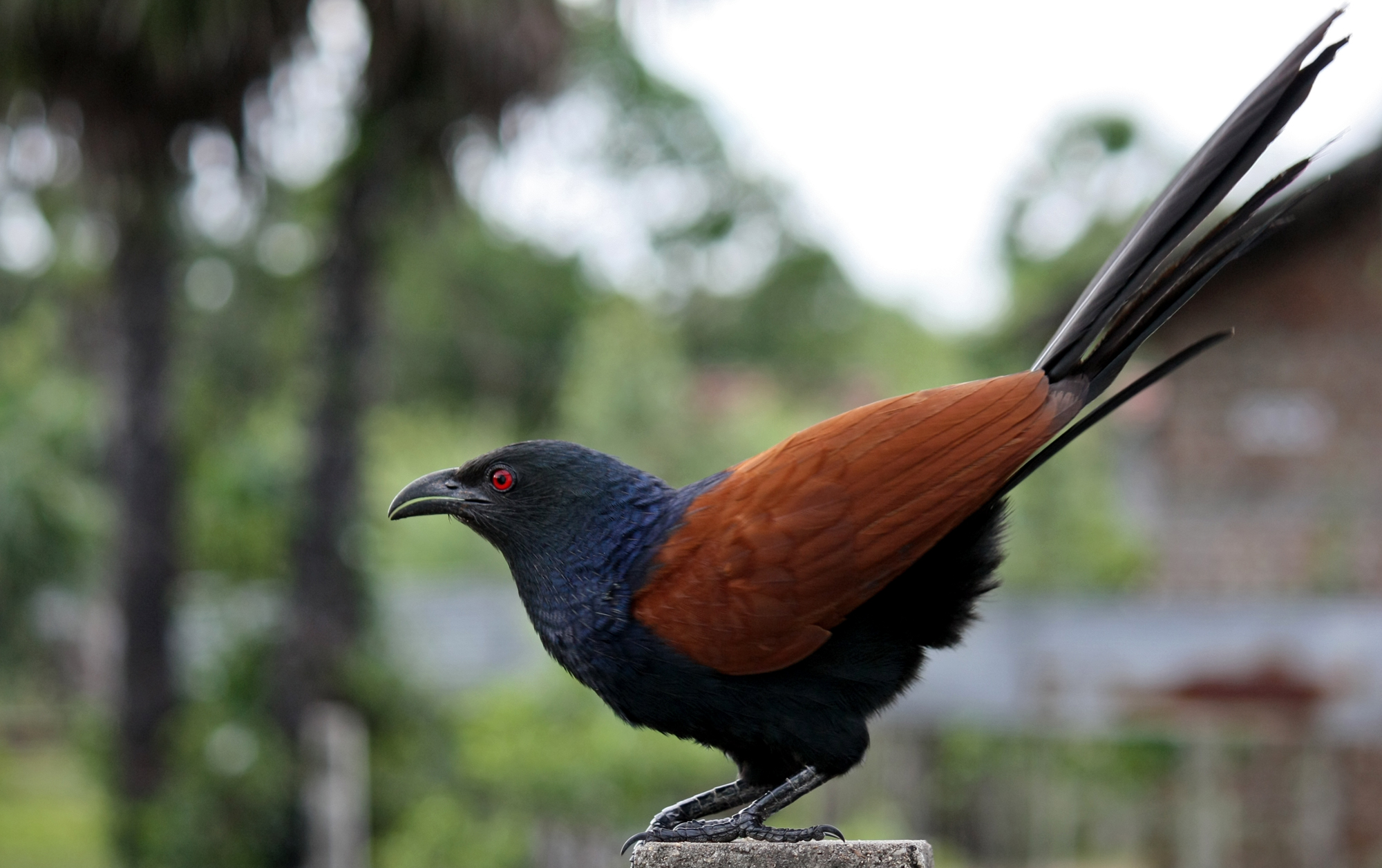
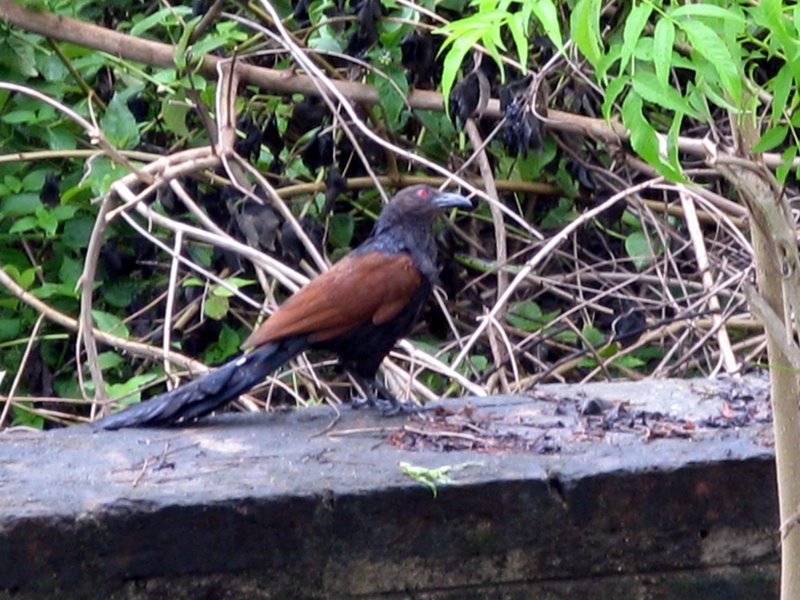
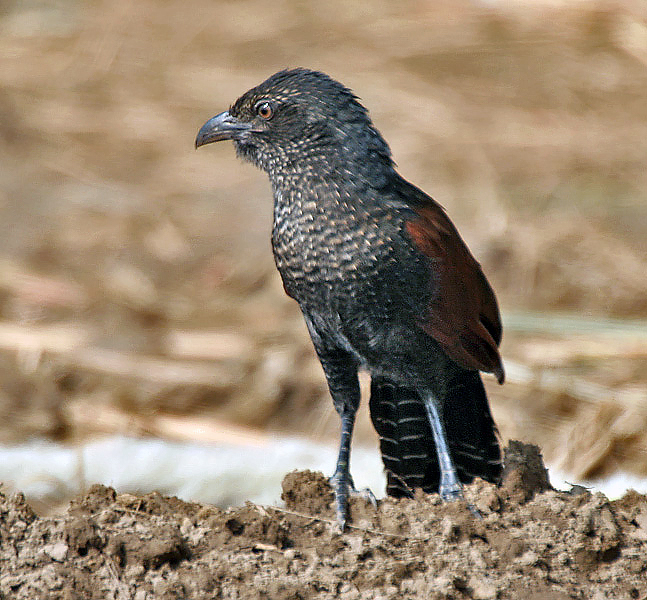
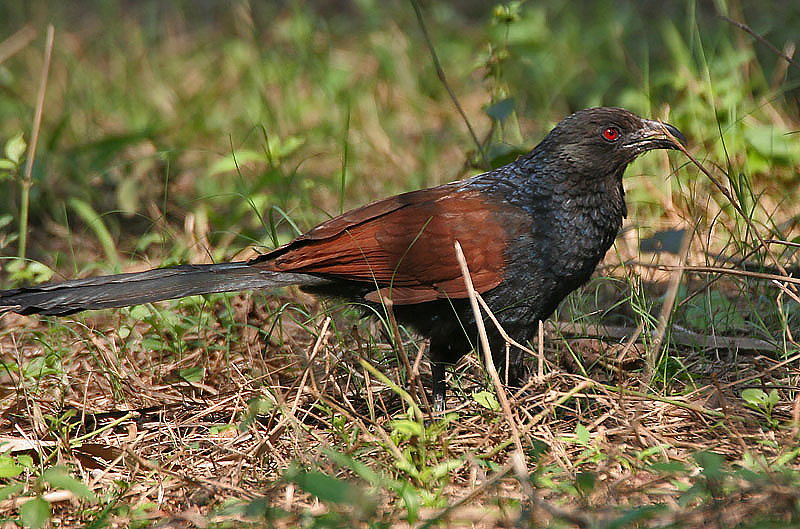

## Phân loài
Bìm bịp lớn có các phân loài sau:
- Centropus sinensis sinensis
- Centropus sinensis anonymus
- Centropus sinensis bubutus
- Centropus sinensis intermedius
- Centropus sinensis kangeanensis
- Centropus sinensis parroti